# Ludi Lin
Ludi Lin (em chinês 林路迪, pīnyīn: Lín Lùdí; Fucheu, 11 de novembro de 1987) é um ator e modelo canadense de origem chinesa. Foi escalado para interpretar Zack, o Ranger Preto de Power Rangers Movie.

## Biografia
Nascido na China Continental, aos 4 anos de idade seguiu sua mãe para Hong Kong para ampliar seu horizonte. Aos 9, foi enviado para colégios internos na Austrália, onde passou a maior parte de sua juventude. No último ano do Ensino Médio, Ludi emigrou para o Canadá, onde se formou e entrou na prestigiosa Universidade da Colúmbia Britânica, onde ele começou seu estudo em Performance Theatre. Além do teatro, também estudou atuação em Cinema e TV em Los Angeles. Após três anos com a insistência de sua mãe, ele acrescentou uma Licenciatura em Dietética e Nutrição e novos estudos em Medicina. Ludi Lin é um ator com fluência em vários idiomas e dialetos como inglês, mandarim e cantonês. Além possui habilidades nas artes marciais do Muay Thai, judô e kung fu. Na Ásia, ele prosseguiu uma carreira como ator onde teve grandes sucessos. Ele fez sua estréia no cinema com um pequeno papel em Monster Hunt, filme de maior bilheteria da China.
Em outubro de 2015, foi anunciado como Zack, O Ranger Preto de Power Rangers Movie, desbancando os atores Daniel Zovatto, Ross Butler e o rapper Brian “Sene” Marc.

## Trabalhos
| Ano  | Título                                                                     | Personagem          | Formato      | Nota            |
| ---- | -------------------------------------------------------------------------- | ------------------- | ------------ | --------------- |
| 2022 | Aquaman II                                                                 | Capitão Murk        | Filme        | pré-produção    |
| 2021 | Kung Fu                                                                    | Kerwin              | Seriado      | The CW          |
| 2021 | Mortal Kombat                                                              | Liu Kang            | Filme        | Warner Bros.    |
| 2020 | Son of the South                                                           | Derek Ang           | Filme        | pré-produção    |
| 2020 | A Noiva Fantasma                                                           | Lim Tian Bai        | Seriado      | Netflix Asia    |
| 2019 | Black Mirror (5x1 - Striking Vipers)                                       | Lance               | Seriado      | Netflix         |
| 2019 | 完美芯機人                                                                 | -                   | Filme        | China, produção |
| 2019 | Summer Knight – 夏夜骑士                                                   | Tio                 | Filme        | China, produção |
| 2018 | Aquaman                                                                    | Capitão Murk        | Filme        | Warner Bros.    |
| 2017 | Come Across Love (不期而遇)                                                | -                   | Filme        | China, produção |
| 2017 | Power Rangers Movie                                                        | Zack, Ranger Preto  | Filme        | Lionsgate       |
| 2015 | Monster Hunt                                                               | Wind Monster Hunter | Filme        | China, produção |
| 2014 | Marco Polo (2x3 - Measure Against the Linchpin)                            | Batbayer            | Seriado      | Netflix         |
| 2014 | A Servant of Two Masters (一仆二主)                                        | -                   | Filme        | China, produção |
| 2013 | I'm Sorry, I Love You (对不起我爱你)                                       | -                   | Filme        | China, produção |
| 2013 | Transformers 4 Chinese Actor Talent Search (《变形金刚4》中国演员招募活动) | Ele mesmo           | reality show | Top 3           |
| 2012 | Crazy in Love (疯富的爱)                                                   | -                   | Filme        | China, produção |
| 2012 | Holiday Spin                                                               | Clayton             | Telefilme    |                 |